# Rally Dakar 1999
Il Rally Dakar 1999 è stata la 21ª edizione del Rally Dakar (partenza da Granada, arrivo a Dakar).

## Tappe
Nelle 17 giornate del rally raid furono disputate 16 tappe ed una serie di trasferimenti (9.393 km), con 14 prove speciali per un totale di 5.638 km.

## Classifiche

### Moto
Hanno finito la gara 40 delle 161 moto iscritte.
| Pos. | Pilota              | Mezzo  | Distacco   |
| ---- | ------------------- | ------ | ---------- |
| 1    | Richard Sainct      | BMW    | 58h.44:59  |
| 2    | Thierry Magnaldi    | KTM    | a 4:09     |
| 3    | Alfie Cox           | KTM    | a 41:19    |
| 4    | Jordi Arcarons      | KTM    | a 1h.24:42 |
| 5    | Carlos Sotelo       | Yamaha | a 3h.21:18 |
| 6    | John Deacon         | KTM    | a 4h.00:48 |
| 7    | Giovanni Sala       | KTM    | a 4h.45:29 |
| 8    | Carlo de Gavardo    | KTM    | a 5h.16:50 |
| 9    | Oscar Gallardo      | BMW    | a 6h.30:36 |
| 10   | Isidre Esteve Pujol | KTM    | a 8h.28:03 |

### Auto
Hanno finito la gara 54 delle 88 auto iscritte.
| Pos. | Pilota               | Navigatore          | Mezzo           | Distacco    |
| ---- | -------------------- | ------------------- | --------------- | ----------- |
| 1    | Jean-Louis Schlesser | Philippe Monnet     | Buggy Schlesser | 70h.26:35   |
| 2    | Miguel Prieto        | Dominique Serieys   | Mitsubishi      | a 33:38     |
| 3    | Jutta Kleinschmidt   | Tina Thörner        | Mitsubishi      | a 1h.42:02  |
| 4    | Kenjirō Shinozuka    | Henri Magne         | Mitsubishi      | a 2h.25:34  |
| 5    | Josep Maria Servia   | Thierry Delli Zotti | Buggy Schlesser | a 3h.39:28  |
| 6    | Hiroshi Masuoka      | Andreas Schulz      | Mitsubishi      | a 5h.16:28  |
| 7    | Stéphane Peterhansel | Jean-Paul Cottret   | Nissan          | a 6h.11:21  |
| 8    | Thierry de Lavergne  | Gérard Dubois       | Nissan          | a 6h.26:22  |
| 9    | Jean-Pierre Fontenay | Gilles Picard       | Mitsubishi      | a 8h.32:39  |
| 10   | Salvador Servia      | Giorgio Albiero     | Nissan          | a 12h.15:40 |

### Camion
Hanno finito la gara 16 dei 29 camion iscritti.
| Pos. | Pilota             | Equipaggio                             | Mezzo       |
| ---- | ------------------ | -------------------------------------- | ----------- |
| 1    | Karel Loprais      | Radek Stachura / Josef Kalina          | Tatra       |
| 2    | Viktor Moskovskikh | Semyon Iakubov / Vladimir Čagin        | Kamaz       |
| 3    | André de Azevedo   | Tomas Tomecek / Leilane Neubarth       | Tatra       |
| 4    | Yoshimasa Sugawara | Teruhito Sugawara / Naoko Matsumoto    | Hino Ranger |
| 5    | Miki Biasion       | Tiziano Siviero / Livio Diamante       | Iveco       |
| 6    | Christian Barbier  | Pierre Barbier/ Ahmed Benbekhti        | Mitsubishi  |
| 7    | Firdaus Kabirov    | Aydar Belyaev / Vladimir Golub         | Kamaz       |
| 8    | Peter Reif         | Johann Deinhofer / Holger-Hermann Roth | MAN         |
| 9    | Jean-Paul Bosonnet | Laurent Granjon / Jean-Louis Berger    | Mercedes    |
| 10   | Raphael Gimbre     | François Marcheix / Ai-Nhat Bui        | Mercedes    |